# Самедбейли, Арзу Габиб оглы
Арзу Габиб оглы Самедбейли (азерб. Səmədbəyli Arzu Həbib oğlu; род. 10 мая 1962, Заркенд, Басаргечарский район) — депутат Милли Меджлиса Азербайджана третьего созыва.

## Биография
Родился 10 мая 1962 года в селе Заркенд Басаркечарского района Армянской ССР. Окончил факультет «Промышленное и гражданское строительство» Азербайджанского института инженеров-строителей.
С 1982 года работал в государственном комитете Азербайджанской ССР по виноградарству и виноделию инженером, старшим инженером, ведущим инженером и инженером первой категории.
С 1992 года — председатель отделения партии Народный фронт Азербайджана, главный референт министра обороны Азербайджанской республики.
С 1993 по 2000 год работал директором пресс-центра, а позже заведующим организационным отделением партии Народный фронт Азербайджана.
С 2004 года — заместитель председателя партии Мусават. Член верховного меджлиса партии Мусават.
В 2005 году избран депутатом Милли меджлиса Азербайджана третьего созыва от первого избирательного округа № 8 Бинагадинского района Баку.
Член рабочих групп по межпарламентским связям Азербайджан — Германия, Азербайджан — Австрия, Азербайджан — Белоруссия, Азербайджан — Бразилия, Азербайджан — Франция, Азербайджан — Индия и Азербайджан — Норвегия.
Владеет азербайджанским и русским языками.
Семейное положение: женат, двое детей.